# Kargat
Kargat (en russe : Каргат) est une ville de l'oblast de Novossibirsk, en Russie, et le centre administratif du raïon de Kargat. Sa population s'élevait à 9 807 habitants en 2013.

## Géographie
Kargat est située dans le sud-ouest de la Sibérie, sur la rivière Kargat, un affluent du Tchoulym, à 171 km à l'ouest de Novossibirsk et à 2 650 km à l'est de Moscou.

## Histoire
Kargat a été fondée au XVIIIe siècle et a accédé au statut de ville en 1965. Son nom est dérivé du turc ancien karga qui signifie « roche ».

## Population
Recensements (*) ou estimations de la population
| 1959*  | 1970*  | 1979*  | 1989*  |
| ------ | ------ | ------ | ------ |
| 12 760 | 12 896 | 12 585 | 12 561 |

| 2002*  | 2010*  | 2012  | 2013  |
| ------ | ------ | ----- | ----- |
| 11 184 | 10 042 | 9 984 | 9 807 |

## Transports
Kargat se trouve sur le chemin de fer Transsibérien, au kilomètre 3159 depuis Moscou.